# National Football League 1989 (Fiji)
In 1989 werd het 13e officiële Fijisch National Football League gespeeld. Titelhouder was Lautoka FC. Nadroga FC werd voor eerste keer kampioen.  

## Kampioen
| 1989                           |
| Vlag van Fiji                  |
| ------------------------------ |
| Nadroga FC Kampioen (1° titel) |